# Tute
Tute (Spaanse uitspraak: [ˈtute] (luisteren)) is een kaartspel van de Aas-Tien familie voor twee tot vier spelers. Het spel kwam oorspronkelijk uit Italië, waar het bekend stond als Tutti, maar verspreidde zich in de 19e eeuw in Spanje, waar het een van de populairste kaartspelen werd. De naam van het spel werd later gewijzigd door Spaanstaligen, die het spel Tute begonnen te noemen. Het spel wordt gespeeld met een deck traditionele Spaanse speelkaarten, of naipes, dat erg lijkt op het Italiaanse 40-kaarten deck.
De klassieke versie van het spel is Tute voor twee spelers, terwijl de meest gespeelde versie Tute in paren is, waarbij vier spelers twee teams vormen. Het doel van het spel is om de meeste punten te scoren in de baza (een stapel naast een speler die de kaarten bevat die de speler krijgt na het winnen van een slag) en door opgaven (het houden van bepaalde combinaties van kaarten). Wegens zijn grote populariteit bestaan er verschillende varianten van het spel.

## Overzicht
Tute is ontstaan in Italië.  Het spel behoort tot dezelfde familie als Brisca en heeft vergelijkbare spelregels en de uiteindelijke puntentelling. De naam van het spel is afkomstig van het Italiaanse woord Tutti (alles), de verklaring die een speler aankondigt wanneer hij de vier koningen,  of vier boeren heeft. Het spel verspreidde zich in de 19e eeuw naar Spanje, teruggebracht door Spaanse troepen die terugkeerden van missies in Italië. Naarmate de populariteit van het spel toenam, werd de naam in de loop van de tijd aangepast door Spaanstaligen, die het spel Tute begonnen te noemen.  Het spel werd een van de meest populaire in Spanje, wat leidde tot de latere opkomst van regionale variaties op het spel. 
Het spel wordt gespeeld met een Spaans kaartspel, dat in vier kleuren is verdeeld: Oros (munten), Espadas (zwaarden), Copas (bekers) en Bastos (knuppels). De 8's en 9's van elke kleur worden weggelaten, zodat er veertig kaarten overblijven in het spel. Het doel van het spel is om de meeste punten te scoren in de baza en bij de declaraties (zie puntentelling hieronder).

## Gameplay

### Tute voor twee spelers.

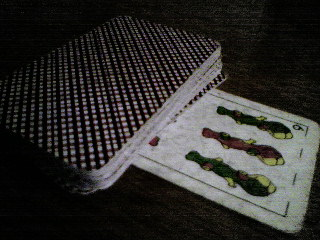
Positie van de troef in de stapel in een spel met twee spelers

Deze variant van Tute heet "Tute Habanero". Elke speler krijgt acht kaarten en de volgende krijgt troeven. De open kaart wordt geplaatst loodrecht en onder de voorraad. 
De niet-dealer leidt een willekeurige kaart in de eerste slag. De tweede speler moet de kleur volgen en indien mogelijk de slag toepen. Als de tweede speler geen kaarten heeft in de geleide kleur, maar wel één of meer troefkaarten heeft, moet hij troef spelen. Alleen als de tweede speler geen kaarten heeft van de geleide kleur en geen troeven heeft, mag hij een andere kaart spelen. De slag wordt gewonnen door de hoogste troefkaart of, als er geen troefkaarten zijn, door de hoogste kaart van de gekozen kleur.
De winnende speler neemt beide kaarten van de slag en legt ze met de afbeelding naar beneden op een aparte stapel op tafel, de zogenaamde baza. Deze kaarten blijven uit het spel totdat de scores aan het einde van de ronde zijn berekend. 

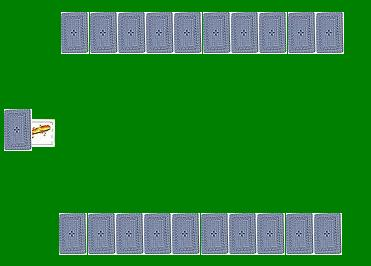
Positie van de kaarten in een spel met twee spelers

De winnaar van de slag neemt de eerste kaart uit de stapel en de verliezer de tweede. De trickwinnaar mag dan enige aankondiging doen voordat hij naar de volgende trick leidt. Dus totdat de voorraad op is, zodat ze tot dat moment elk acht kaarten hebben aan het begin van elke slag. Als de troefkaart hoger is dan een 7 (aas, drie, heer, paard of boer), kan de speler die de troef 7 heeft, deze inwisselen voor de open kaart. De 7, en kaarten met een lagere waarde (6, 5 en 4), mogen later alleen worden omgewisseld door een 2. De troefruil is op elk moment in het spel toegestaan totdat er nog maar twee kaarten in de voorraad zijn.  
Nadat een speler de eerste baza heeft gedaan, mag die speler verklaringen afleggen.  Declareren is toegestaan totdat de laatste twee kaarten in de stapel over zijn (de laatste gesloten kaart en de troef omhoog kaart eronder). Nadat deze laatste twee aandelenkaarten zijn opgepakt, moeten alle kaarten die de spelers hebben, worden gespeeld om de deal te voltooien. Als de deal voorbij is, tellen de spelers hun scores op (zie Scoren hieronder). Nadat het tellen is beëindigd en hun scores zijn berekend, worden de kaarten in de baza 's opnieuw gemengd in een enkele voorraad die aan het begin van de volgende deal wordt gedeeld. 

### Tute in paren

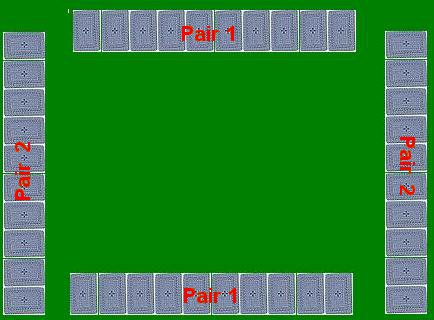
Positie van de spelers in een parenwedstrijd

Tute in Pairs wordt gespeeld door vier spelers - twee teams van elk twee spelers - en elke speler krijgt tien kaarten (aangezien er 40 kaarten zijn, betekent dit dat alle kaarten van de stapel worden gedeeld). De laatste kaart die gedeeld wordt, wordt aan de rest van de spelers getoond en wordt troef. Deze kaart behoort toe aan de speler aan wie hij werd uitgedeeld. De vier personen zitten in een cirkel, met rechts en links van elke speler een tegenspeler, en de spelers zitten tegenover hun teamgenoten. 
Eén persoon speelt een kaart en de speler rechts van deze persoon, van het team van de tegenstander, speelt een kaart. Net als bij Tute voor twee spelers, moet een van deze kaarten worden gespeeld als de tweede speler een of meer hogere kaarten heeft van dezelfde reeks als de kaart van de eerste speler. Als de tweede speler kaarten van dezelfde reeks heeft, maar alleen kaarten met een lagere waarde dan de eerste kaart, moet een van deze worden gespeeld. Als de tweede speler geen kaarten van dezelfde soort heeft, maar wel een of meer troeven, moet er een worden gespeeld. Als de tweede speler geen kaarten van dezelfde soort en geen troeven heeft, kan elke andere kaart worden gespeeld. 
De volgende speler rechts speelt nu een kaart volgens dezelfde regels als de tweede speler: indien mogelijk moet een kaart van dezelfde kleur als de kaart van de eerste speler worden gespeeld, hoger dan de eerste twee kaarten indien mogelijk; of als dit niet mogelijk is, dan lager; als er geen kaart van dezelfde kleur wordt gehouden, dan moet indien mogelijk een troefkaart worden gespeeld; als er geen troefkaart wordt gehouden, dan mag een willekeurige kaart worden gespeeld. De vierde speler speelt eveneens een kaart volgens dezelfde regels.
Wanneer alle vier de kaarten van de slag op tafel liggen, wint het paar dat de kaart met de sterkste kaart heeft gespeeld de hand. De troefkleur verslaat de andere drie kleuren, met de rangschikking van troefkaarten van sterkste naar zwakste als volgt: Ace-3-King-Knight-Knave-7-6-5-4-2. De volgende sterkste kleur is de kleur die de eerste speler speelde, ook hier is de kaartrangschikking Aas-3-King-Koning-Koning-7-6-5-4-2. Kaarten van de andere twee kleuren verliezen altijd van troef en de kleur van de eerste speler. Het winnende team legt de vier kaarten van de slag in hun baza. De regels voor het declareren zijn gelijk aan Tute voor twee spelers, maar het is verplicht om de kaarten te declareren nadat een speler of de partner een baza begint. Alleen het scorende team kan declareren. Om hun kaarten te declareren, moet de tegenpartij een baza beginnen. Het is niet toegestaan om kaarten te declareren in de stukken die volgen op het begin van een baza. Nadat de hand voorbij is, begint het tellen (zie puntentelling hieronder). Als het tellen is afgelopen, en nadat de score is berekend, worden de kaarten in de baza's weer gemengd in een enkele stapel om te worden gedeeld bij het begin van de volgende ronde. Het delen van de kaarten draait tegen de klok in tijdens de volgende handen.

## Scoren
Tute- spellen worden gespeeld totdat een vastgesteld aantal spelpunten is bereikt. Elke keer dat een van de deelnemers een ronde wint, wordt er een punt toegevoegd aan de totale score van de speler of het paar. Er worden nieuwe rondes gespeeld totdat een speler of paar het doel van het spelpunt bereikt (drie- en zespunts-spellen zijn de meest voorkomende). Als het aantal is bereikt, wint de speler of het paar. 
De winnaar (of het paar winnaars) van de ronde wordt bepaald door het totaal aan rondepunten dat elke speler (of paar) verzamelt. Deze punten worden berekend als de som van kaartwaarden in baza, bonuspunten voor declaraties en de uiteindelijke trick-bonus.

### Kaartwaarden
De waarden van kaarten zijn gekoppeld aan hun rangorde:
| Kaart           |           |             |              |                  |             |
| Naam            | As (aas)  | Tres (drie) | Rey (koning) | Caballo (ridder) | Sota (boer) |
| Waarde (punten) | 11 punten | 10 punten   | 4 punten     | 3 punten         | 2 punten    |

De rest van de kaarten (7, 6, 5, 4, 2) worden cartas blancas (witte kaarten) genoemd omdat hun waarde nul ronde punten is. 

### Verklaringen

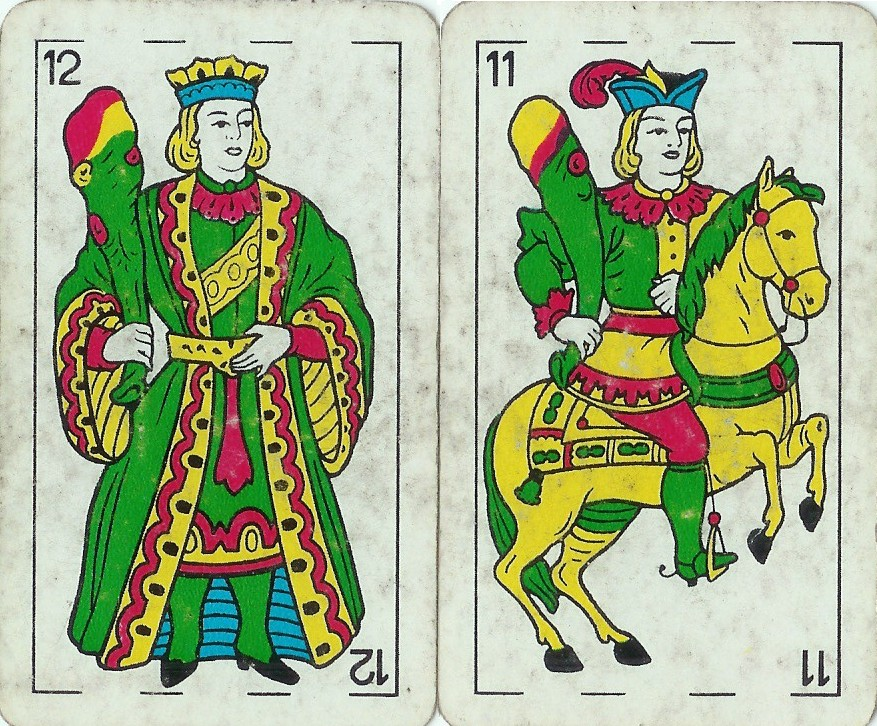
Afhankelijk van de troefkleur levert deze combinatie de speler 20 of 40 extra rondepunten op

Een speler (of een paar) die minstens één slag wint, krijgt de mogelijkheid om meer rondepunten te behalen bij het aangeven van de kaartcombinaties. In Tute in Pairs kunnen de verklaringen worden uitgevoerd tot het einde van de ronde; in Tute voor twee spelers blijft deze vaardigheid bestaan totdat er nog maar twee kaarten in de stapel zijn. 
De speler die alle vier de Koningen heeft verzameld, heeft het recht om tute (allen) te declareren, waarmee de ronde automatisch eindigt met de overwinning van de verzamelaar. Heeft men zowel Koning als Paard van de troefkleur, dan kan men las cuarenta (veertig) declareren, wat 40 extra rondepunten oplevert. De combinatie van Koning en Paard van een andere kleur kan als veinte (twintig) worden gedeclareerd; dit levert de speler 20 rondepunten op. Indien mogelijk kan een speler meerdere combinaties declareren. In zo'n geval moet eerst de combinatie met de hoogste waarde aan rondepunten worden gedeclareerd. Bijvoorbeeld, na het declareren van veinte verliest de speler het recht om las cuarenta te declareren, maar het declareren van nog een veinte is nog steeds toegestaan. In een spel met twee spelers geldt de declaratievolgorde alleen voor declaraties tussen het moment waarop elke slag wordt gespeeld, dus de speler kan las cuarenta declareren na veinte als de combinatie wordt opgehaald door de eerder ontbrekende kaart uit de voorraad te nemen.
Het totaal van de ronde punten die de speler (of het paar) heeft verdiend, wordt berekend als de som van de waarden van de kaarten die in de baza zijn verzameld en de waarden van de aangegeven combinaties.  De winnaar van de laatste slag krijgt ook tien bonusrondepunten.  De totale waarde van de stapel (en dus het maximale aantal ronde punten) is 230 punten.
| Punten voor kaarten verzameld in Baza | Punten voor kaarten verzameld in Baza | Punten voor kaarten verzameld in Baza | Punten voor kaarten verzameld in Baza | Punten voor kaarten verzameld in Baza | Punten voor kaarten verzameld in Baza | Verklaringen  | Verklaringen | Laatste gewonnen slag | Totaal |
| Kaartrang                             | Boeren                                | Ridder                                | koning                                | Drie                                  | Aas                                   | Las Cuarenta! | Veinte       | Laatste gewonnen slag | Totaal |
| ------------------------------------- | ------------------------------------- | ------------------------------------- | ------------------------------------- | ------------------------------------- | ------------------------------------- | ------------- | ------------ | --------------------- | ------ |
| Bedrag                                | 2                                     | 0                                     | 1                                     | 3                                     | 2                                     | Las Cuarenta! | Veinte       | Laatste gewonnen slag | Totaal |
| Punten                                | 2 × 2                                 | 0 × 3                                 | 1 × 4                                 | 3 × 10                                | 2 × 11                                | 1 × 40        | 0 × 20       | 1 × 10                | 110    |

Vanwege de populariteit van het spel in Spanje, zijn er regionaal wijzigingen in de traditionele regels verschenen, waardoor er variaties zijn ontstaan. De varianten worden gespeeld met dezelfde regels als de normale Tute, maar verschillen in het aantal kaarten, regels voor verklaringen en andere kleine wijzigingen van de traditionele regels. 